# Rally de Ourense de 1990
El Rally de Ourense de 1990, oficialmente 23.º Rally de Ourense, fue la vigesimotercera edición y la sexta cita de la temporada 1990 del Campeonato de España de Rally. Fue también puntuable para el campeonato de Galicia, la Challenge Citroën, el Desafío Peugeot, la Copa Renault 5 GT Turbo, la Challenge Citroën de Galicia y para la Promoción General Mabor. Se celebró del 16 al 17 de junio y contó con un itinerario de dieciocho tramos que sumaba un total de 190 km cronometrados.

## Clasificación final
| Pos. | Piloto               | Copiloto           | Automóvil               | Tiempo  | Diferencia |
| ---- | -------------------- | ------------------ | ----------------------- | ------- | ---------- |
| 1.   | Josep Bassas         | Antonio Rodríguez  | BMW M3 E30              | 2:10:14 | 0.0        |
| 2.   | Josep María Bardolet | Josep María Ferrer | Ford Sierra RS Cosworth | 2:12:02 | +1:48      |
| 3.   | Borja Moratal        | Alfredo Rodríguez  | Opel Kadett GSI 16V     | 2:15:54 | +5:40      |
| 4.   | Cele Foncueva        | Álex Romaní        | Ford Sierra RS Cosworth | 2:17:36 | +7:22      |
| 5.   | Pedro Javier Diego   | Icíar Muguerza     | Ford Sierra RS Cosworth | 2:18:06 | +7:52      |
| 6.   | Luis Climent         | José Antonio Muñoz | Opel Corsa A GSi        | 2:20:45 | +10:31     |
| 7.   | José Piñón           | José A. Peñaranda  | Opel Corsa A GSi        | 2:21:13 | +10:59     |
| 8.   | Francisco Cima       | José Francisco Gil | Renault 5 GT Turbo      | 2:23:03 | +12:49     |
| 9.   | Josep Arqué          | Oriol Vinyals      | Peugeot 205 Rallye      | 2:24:12 | +13:58     |
| 10.  | Capi Saiz            | Javier Carbajo     | Peugeot 205 GTI 1.9     | 2:26:11 | +15:57     |